# ライアン・ギボンズ
ライアン・ギボンズ（Ryan Gibbons、1994年8月13日 - ）は、南アフリカ共和国、ヨハネスブルグ出身の自転車競技（ロードレース）選手。

## 経歴
2016年、チーム・ディメンションデータでプロデビュー。
2017年、ツール・ド・ランカウイ第5ステージにて初勝利。そのままリーダージャージを守りきり、総合優勝を獲得した。

## 主な戦績

### 2017年
- ツール・ド・ランカウイ　総合優勝、ポイント賞（第5ステージ優勝）

### 2019年
- アフリカ競技大会　優勝（チームタイムトライアル、個人タイムトライアル）

### 2020年
- 南アフリカ共和国選手権　優勝（個人ロードレース）

### 2021年
- アフリカ大陸選手権（英語版）　優勝（チームタイムトライアル、個人タイムトライアル、ミックス・チーム・リレー、個人ロードレース）
- 南アフリカ共和国選手権　優勝（個人タイムトライアル）
- トロフェオ・カルビア　優勝

### 2024年
- 南アフリカ共和国選手権　優勝（個人ロードレース、個人タイムトライアル）